# Patty melt
Patty melt là một loại bánh mì kẹp bao gồm một miếng thịt bò xay với pho mát tan chảy (theo truyền thống là pho mát Thụy Sĩ) và cùng với hành tây nướng giữa hai lát bánh mì (theo truyền thống là bánh mì đen, mặc dù bánh mì chua hay bánh mì nướng Texas đôi khi được thay thế ở một số khu vực, bao gồm cả miền Nam Hoa Kỳ). Patty melt là một biến thể của cheeseburger truyền thống Mỹ, về cơ bản biến nó thành một chiếc bánh sandwich, phục vụ nó trên bánh mì cắt lát thay vì bun.

## Lịch sử
Không rõ món patty melt được phát minh ra khi nào, nhưng rất có thể là vào giữa thế kỷ 20, hoặc trong thời kỳ Đại khủng hoảng hay Sự mở rộng kinh tế sau Chiến tranh thế giới thứ hai. Một số nhà văn ẩm thực đã gợi ý rằng nhà hàng Tiny Naylor ở Los Angeles có thể đã phát minh ra món patty melt vào khoảng giữa năm 1930 và 1959, tùy thuộc vào nguồn. Ngay cả khi Naylor không phát minh ra bánh sandwich, người ta đồng ý rằng anh và gia đình đã giúp phổ biến bánh sandwich trong các nhà hàng tương ứng của họ, bao gồm Tiny Naylor's, Du-par's, và Wolfgang Puck's Granita, trong hơn nửa thế kỷ trở lại đây.